# Crivitz
Crivitz  är en stad i nordtyska förbundslandet Mecklenburg-Vorpommern. 

## Geografi
Crivitz är beläget vid sjön Crivitzer See omkring 20 kilometer öster om Schwerin i distriktet Ludwigslust-Parchim. Genom den norra delen av stadens område rinner floden Warnow. 
I dag har Crivitz nio stadsdelar: Augustenhof, Badegow (sedan 2011), Basthorst, Crivitz, Gädebehn (sedan 2003), Kladow, Muchelwitz, Radepohl (sedan 2011) och Wessin (sedan 2011).

## Historia
Orten omnämns första gången 1251. Under andra hälften av 1200-talet fick orten stadsrättigheter av  grevarna av Schwerin. Det tidigaste omnämnandet av staden Crivitz är från 1302. 1357 kom Crivitz till hertigdömet Mecklenburg. 
Under 1800-talet byggdes en ny järnväg från Schwerin till Crivitz (1888), som förlängdes till Parchim 1899.
Under DDR-tiden tillhörde staden distriktet Schwerin-Land inom länet Schwerin. 

### Befolkningsutveckling
Befolkningsutveckling  i Crivitz
Källa: ,

## Vänorter
Crivitz har följande vänorter:
- Bönningstedt i Tyskland
- Crivitz, i USA

## Kommunikationer
Crivitz ligger vid järnvägen Parchim-Schwerin, som trafikeras med regionaltåg. 
Genom staden går förbundsvägen (tyska:Bundesstraße) B 321, som  går mellan Pritzier och Suckow.